# برزگوو
برزگوو (به لهستانی:  Bryzgów) یک روستا در لهستان است که در گمینا بورکوویتسه واقع شده‌است.